# جبال تلمسان
جبال تلمسان هي سلسلة جبال الجزائر تقع في الشمال الغربي من البلاد في ولاية تلمسان.
صنفت منظمة اليونسكو تلك الجبال على أنها محمية للمحيط الحيوي، تحتضن تلك الجبال الحظيرة الوطنية لتلمسان.

## جغرافيا

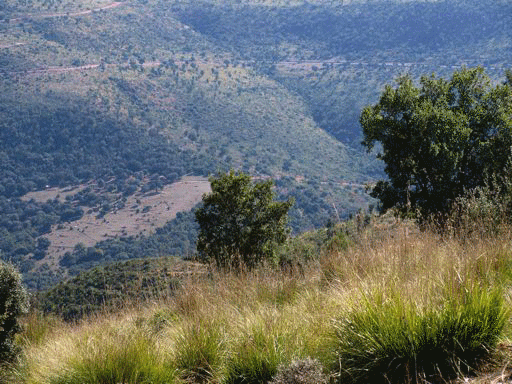
منظر لجبال تلمسان.

جبال تلمسان هي سلسلة من جبال الأطلس التلي تقع في أقصى غربها وجنوب حوض تلمسان. يتم سقي هذه المَجْمُوعَة مِن الْمُرْتَفَعَات الصخرية جيدًا بأمطار تزيد عن 600 مم/عام إنه أكثر كثافة غابية من مُرْتَفَعَات طرارة ، خاصة في الجزء الجنوبي الغربي. يتضمين الجزء الشمالي من الجبال في الحديقة الوطنية تلمسان التي تطل على مدينة تلمسان.

## الجيولوجيا
تميز جبال تلمسان بكتلتين جيولوجيتين. الأولى من العصر الجوراسي والثانية من العصر الثالث. كما تتميز بالطابع الصخري المكون من الحجر الجيري والدولوميت وهذا ما أدى إلى وجود العديد من المغارات.
- توجد في المنطقة وديان مؤقتة مثل وادي تافنة وواد ناشف وواد مفروش. أما المناخ السائد في المنطقة فهو المناخ شبه جاف والرطب.

## محمية المحيط الحيوي
في عام 2016، تم الاعتراف بجبال تلمسان كمحمية للمحيط الحيوي من قبل اليونسكو على مساحة 985,32 كم2 ويبلغ عدد سكانها 191 544 نسمة.

## مقالات ذات صلة
- ولاية تلمسان
- تلمسان
- حوض تلمسان